# The Detroit Cobras
The Detroit Cobras is een rockband uit Michigan opgericht in 1995 door Steve Shaw. Ze zijn vooral bekend door hun covers van vergeten songs van Motown en uit de soul en rock-'n-roll van de jaren vijftig en zestig.

## Albums
- Tied & True (2007, Bloodshot Records)
- Baby (2005, Bloodshot)
- Life, Love and Leaving (2001, Sympathy for the Record Industry)
- Mink Rat or Rabbit (1998, Sympathy for the Record Industry)